# Otto Behaghel
Wilhelm Maximilian Otto Behaghel (ur. 3 maja 1854 w Karlsruhe, zm. 9 października 1936 w Monachium) – niemiecki germanista, językoznawca, młodogramatyk.

## Życiorys
W latach 1873–1876 studiował filologię germańską, romańską i klasyczną na uniwersytecie w Heidelbergu oraz po jednym semestrze w Paryżu i Getyndze. W roku 1876 doktorat z językoznawstwa w Heidelbergu, a w 1878 tamże habilitacja na temat następstwa czasów w zdaniach niemieckich. W roku 1883 został profesorem zwyczajnym filologii niemieckiej na uniwersytecie w Bazylei.
W latach 1888–1925 pracował jako profesor germanistyki na uniwersytecie w Gießen. Rektor uniwersytetu w Gießen w latach 1895/96, 1905/06, 1907. Był m.in. członkiem Powszechnego Niemieckiego Stowarzyszenia Językowego, Bawarskiej Akademii Nauk, Towarzystwa Naukowego w Getyndze. 1888-1892 redaktor czasopisma germanistycznego „Germania”, a w latach 1924–1933 „Giessener Beiträge” (obecnie: „Beiträge zur deutschen Philologie”).

## Działalność naukowa
Obszary badań naukowych: historia języka niemieckiego, współczesny język niemiecki, składnia. Jest autorem aktualnych do dziś tzw. praw Behaghela (Behaghelsche Gesetze) odnoszących się do szyku wyrazów w zdaniu. Do nich należy np. reguła, że element treściowo najważniejszy występuje na końcu zdania. Behaghel należał do szkoły młodogramatycznej. Był wydawcą tekstów staro-wysoko-niemieckich i średnio-wysoko-niemieckich.

### Otto Behaghel – publikacje (wybór)
- · Die deutsche Sprache (1886, 11. wyd. 1954)
- · Schriftsprache und Mundart (1896)
- · Die Zeitfolge der abhängigen Rede (1878)
- · Geschichte der deutschen Sprache (1891; 5. wyd. 1928)
- · Gebrauch der Zeitform im konjunktiven Nebensatz der Deutschen (1898)
- · Der Heliand und die angelsächsische Genesis (1902, 2. wyd. 1908)
- · Bewusstes und Unbewusstes im dichterischen Schaffen (1906)
- · Deutsche Syntax, t. 1-4 (1923–1928)

## Nagrody i wyróżnienia
- 1934 Goethe-Medaille (nadany przez prezydenta Hindenburga)
- 1934 Goldener Ring des Deutschen Sprachvereins
- Księgi jubileuszowe z okazji 70. i 80. rocznicy urodzin (zawarty tam spis publikacji Behaghela liczy 901 pozycji)[1]

## Życie prywatne
Jego żoną była (od 1887 do 1924) Maria Dorothea Zöller, córka chemika. Mieli córkę Elisabeth i syna Otto (został profesorem chemii na uniwersytecie w Giessen).